# 三日站
三日站（日语：／ Mikkabi eki */?）是位於靜岡縣濱松市濱名區三日町三日1148番3號，天龍濱名湖鐵道的天龍濱名湖線車站。
此站是拍攝可口可樂電視廣告的取景地點，當時南方之星的桑田佳祐在廣告中彈奏《白色戀人們》 （页面存档备份，存于）。現實中月台沒有屋頂，電視廣告中的月台上蓋是臨時加建。

## 歷史
- 1936年（昭和11年）12月1日 - 國鐵二俁西線（後來為二俁線）新所原站至此站之間開通，此站啟用。為旅客和貨物車站。
- 1938年（昭和13年）4月1日 - 二俁西線此站至金指站之間開通。
- 1970年（昭和45年）6月1日 - 結束貨物起卸業務。
- 1987年（昭和62年）3月15日 - 二俁線由天龍濱名湖鐵道接管，成為天龍濱名湖鐵道車站。
- 2011年（平成23年）1月26日 - 車站大樓登記為國家登錄有形文化財[1]。

## 車站構造
車站是一座地面車站，設有2面3線的混合式月台。此站是業務委託車站。
- 1號月台是天龍二俁、掛川方向
- 2號月台是知波田、新所原方向
- 3號月台是知波田、新所原方向

※3號月台曾經設有於假日行走的小火車""
車站大樓已經成為國家登錄有形文化財。
此站可租賃單車。

## 使用狀況
此站是天龍濱名湖線中第6多人使用的車站。以下為近年1日平均乘車人次
| 乘車人次變化 | 乘車人次變化      |
| 年度         | 一日平均 乘車人次 |
| ------------ | ----------------- |
| 2007         | 267               |
| 2008         | 284               |
| 2009         | 272               |
| 2010         | 276               |
| 2011         | 238               |
| 2012         | 229               |
| 2013         | 245               |
| 2014         | 248               |
| 2015         | 226               |
| 2016         | 218               |
| 2017         | 210               |
| 2018         | 191               |

## 車站周邊
車站是濱名區三日町中心車站。車站北方是三日的市區。
設施
- 濱松市政廳（日语：浜松市役所） 三日合作中心（日语：浜松市三ヶ日地域自治センター）（舊・三日町（日语：三ケ日町）公所）
- 三日郵局
- 濱松市立三日西小學
- 濱松市立三日中學
- 濱名惣社神明宮

交通
- 國道362號（日语：国道362号）
- 東名高速道路

巴士站
- 三日橙親睦巴士（日语：浜松市自主運行バス#三ヶ日オレンジふれあいバス） 三日站巴士站
- 遠鐵巴士（日语：遠州鉄道細江営業所）氣賀三日線 三日巴士站

## 相鄰車站
天龍濱名湖鐵道
天龍濱名湖線
都筑－三日－奧濱名湖

## 注腳
1. 1 2  【文化財を登録有形文化財に登録する件】 (平成23年文部科學省告示第2號) 《官報》 平成23年（2011年）1月26日 號外、第16號 pp. 46-51
2. ↑  濱松市統計書
3. ↑  靜岡縣統計年鑑

## 外部連結
- 三日站 （页面存档备份，存于）（日語） - 天龍濱名湖鐵道株式會社